# Blåögd
Blåögd är en ungdomsbok som är skriven av Mats Berggren, utgiven 1999. Det är en skildring om en modig ung tjej som vågar säga sanningen, även om det innebär risker och att ens liv kan förändras på kuppen.
Att vara "blåögd" betyder att man är lättlurad och boken handlar om lögner och respekt.
Bokens huvudtema är respekt mellan människor och hur respekt kan yttra sig. I boken får vi möta Sara som är huvudpersonen. Hon är en person som alltid faller för fel människor, till exempel Johan, en pojke som hon träffar i skolan, som slåss för att få respekt. Johan mår dåligt och låter det gå ut över andra.
Exempel på respekt i boken är när Saras föräldrar står vid hennes sida när hon har det svårt. Hennes kompis stöttade henne också.